# 요코사와촌 (니가타현)
요코사와촌(横沢村)은 니가타현 가리와군에 있던 촌이다. 

## 역사
- 1889년 4월 1일 - 정촌제 시행에 의해 가리와군 요코사와촌이 성립하였다.
- 1949년 7월 1일 - 나카사토촌, 다케이시촌, 나노카마치촌과 합병해 오구니촌이 되어 소멸하였다.

## 참고문헌
- 『市町村名変遷辞典』東京堂出版、1990年。